# Distretto di Tōda
Il distretto di Tōda (遠田郡, Tōda-gun?) è uno dei distretti della prefettura di Miyagi, in Giappone.
Attualmente fanno parte del distretto i comuni di Misato e Wakuya.
| Controllo di autorità | VIAF (EN) 258171842 · NDL (EN, JA) 00630525 |